# Paulo Baptista
Pour les articles homonymes, voir Baptista.
Paulo Baptista est un arbitre portugais de football né le 19 décembre 1969  à Portalegre au (Portugal).
Il est arbitre depuis 1987. Il est promu dans le championnat portugais comme arbitre portugais de 1re catégorie lors de la saison 1996-1997.
Il fait partie de l'AF Portalegre.
Il est élu meilleur arbitre du championnat portugais lors de la saison 2005/2006.

## Statistiques
mis à jour à la fin de la saison 2008-2009
- 166 matches de 1re division portugaise.
- 134 matches de 2e division portugaise.